# Hellvik (Eigersund)
Hellvik ist eine Ortschaft in der norwegischen Kommune Eigersund in der Provinz (Fylke) Rogaland. Der Ort hat 889 Einwohner (Stand: 1. Januar 2024).

## Geografie
Hellvik ist ein sogenannter Tettsted, also eine Ansiedlung, die für statistische Zwecke als eine Ortschaft gewertet wird. Der Ort liegt an der norwegischen Südwestküste, nordwestlich der Stadt Egersund. Der Ort erstreckt sich um den Fjord Marren. In Hellvik mündet der Fluss Hellvikåna in den Marren. Die Hellvikåna fließt aus dem nordöstlich von Hellvik gelegenen See Nedra Hellvikvatnet ab.

## Wirtschaft und Infrastruktur
Durch den Osten der Ortschaft, also weiter im Landesinneren, verläuft die Bahnlinie Sørlandsbanen. Der Bahnhof in Hellvik wurde 1878 bei der Fertigstellung der Teilstrecke Jærbanen eröffnet. Die Entfernung zum Bahnhof von Stavanger beträgt etwa 67 Schienenkilometer. Aus dem Landesinneren führt südlich des Sees Nedra Hellvikvatnet der Fylkesvei 44 Richtung Hellvik. Bei Hellvik nimmt er Kurs nach Norden, entlang der Westküste Norwegens. In Hellvik um den Fjord Marren führt der Fylkesvei 4302, der im Norden der Ortschaft in den Fylkesvei 44 mündet.
Hellvik hat eine längere Tradition als Fischereihafen. In der Ortschaft ist zudem die Holzindustrie von Bedeutung. Außerhalb von Hellvik wird weißer Labradorit abgebaut. Dieser wird hauptsächlich exportiert. Von 1964 bis 1984 wurde im Folldal Verk Anorthosit verarbeitet.

## Name
Der Ortsname setzt sich aus zwei Teilen zusammen. Der Bestandteil -vik bedeutet dabei „Bucht“ und kommt in vielen Ortsnamen vor. Die Herkunft des ersten Teils ist nicht genau gesichert, soll sich aber vom altnordischen Wort hella (deutsch flacher Fels) ableiten. Der Ortsname soll sich laut dieser Herkunft auf die Eignung als Hafen beziehen. Eine andere Möglichkeit ist der Ursprung im altnordischen Adjektiv heilag (deutsch heilig) und in den Vornamen Helgi oder Helga.